# Landwasserviadukt
Viadukt Landwasser (německy Landwasserviadukt) je železniční most v kantonu Graubünden ve východní části Švýcarska. Nachází se na slavné trati Albula, nedaleko stanice Filisur. Viadukt překonává údolí řeky Landwasser a od 7. července 2008 je (v rámci celé Albulské dráhy) zapsán na seznam světového kulturního dědictví UNESCO.

## Umístění

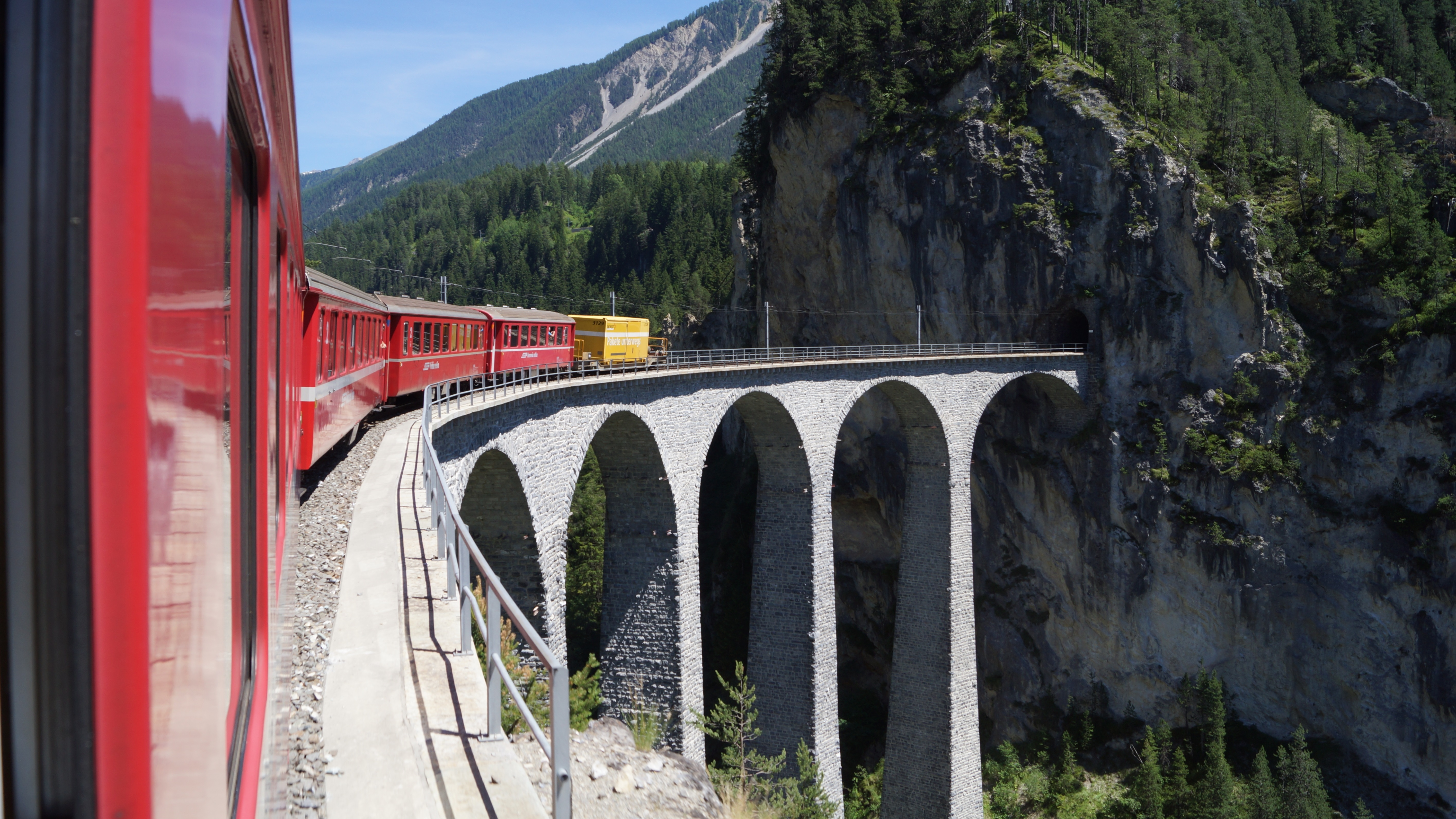
Pohled na viadukt z vlaku

Most postavený z tmavého vápence se nachází na Albulské dráze, v úseku mezi Tiefencastelem (v Plessurských Alpách) a Filisurem (v Albulských Alpách) ve švýcarském kantonu Graubünden v traťovém kilometru 63,070 a je architektonickou památkou albulské železnice. Most se nachází na území obcí Filisur a Schmitten.
Cestou z Alvaneu je viadukt Landwasser vidět již z dálky. Nejprve vlak přejede přes viadukt Schmittentobel, který je také jednou z výrazných staveb na trati. V oblouku na mostě lze sledovat vjezd vlaku do tunelu Landwasser. Železniční trať z Davosu do Filisuru se těsně před stanicí napojuje na trať Albula, takže se cestujícím naskýtá pohled na stavbu ze severovýchodu.
U mostu přes řeku Landwasser odbočuje ze silnice Alvaneu–Filisur pěší stezka, po které je možné se dostat k patě viaduktu.

## Popis
Železniční trať je v okolí viaduktu vedena ve sklonu 20 ‰. Viadukt je postaven v oblouku o poloměru 100 metrů. Landwasser je přemostěn šesti klenbami o rozpětí 20 metrů, které spočívají na pěti vysokých pilířích. Jihovýchodní opěra mostu leží uprostřed vysoké skalní stěny a koleje vedou přímo do 216 metrů dlouhého tunelu Landwasser. Zdivo tvoří přibližně 9 200 metrů krychlových a je obloženo dolomitickým vápencem.

## Stavba a otevření

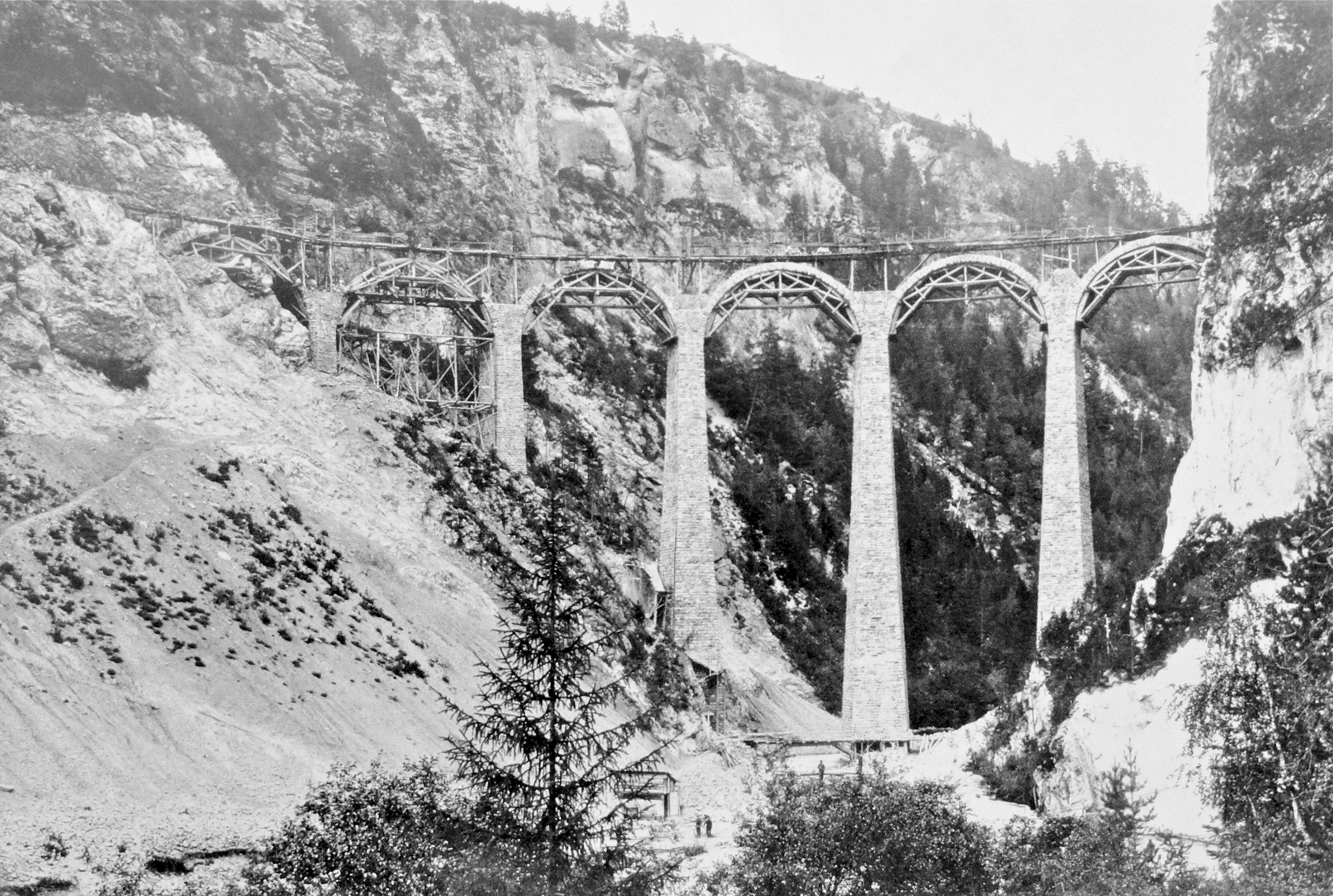
Viadukt ve stavbě (1902)

Stavbu mostu započala v březnu 1901 firma Müller & Zeerleder, inženýrem byl Alexander Acatos. Již v říjnu následujícího roku mohly po viaduktu zkušebně projet první vlaky. Během výstavby byla na staveniště položena lehká železniční trať od silnice Albula, vzdálené asi 800 metrů, a vápencového lomu asi 500 metrů po proudu řeky. Zvláštností je, že tři hlavní pilíře byly postaveny bez lešení, a to z finančních důvodů a kvůli nebezpečí zaplavení řekou Landwasser, což bylo v té době velmi neobvyklé. Aby se taková stavba obešla bez lešení, byla uvnitř každé věže postavena železná podpěrná věž, která byla rovněž zazděna. K této železné konstrukci byl připojen jeřábový most. S rostoucí výškou stavby se železná věž prodlužovala směrem vzhůru a jeřábový most byl vytažen ještě výše. Pomocí elektrického navijáku na jeřábovém můstku pak bylo možné materiál vytahovat nahoru. Náklady na stavbu tehdy činily 280 000 švýcarských franků. Viadukt byl dokončen s předstihem, dříve, než zbytek trati, proto byl ještě několik měsíců bez provozu. Úsek Thusis–Celerina byl slavnostně otevřen až 1. července 1903. Celá trať až do Svatého Mořice je pak v provozu od 10. července 1904.

## Současnost

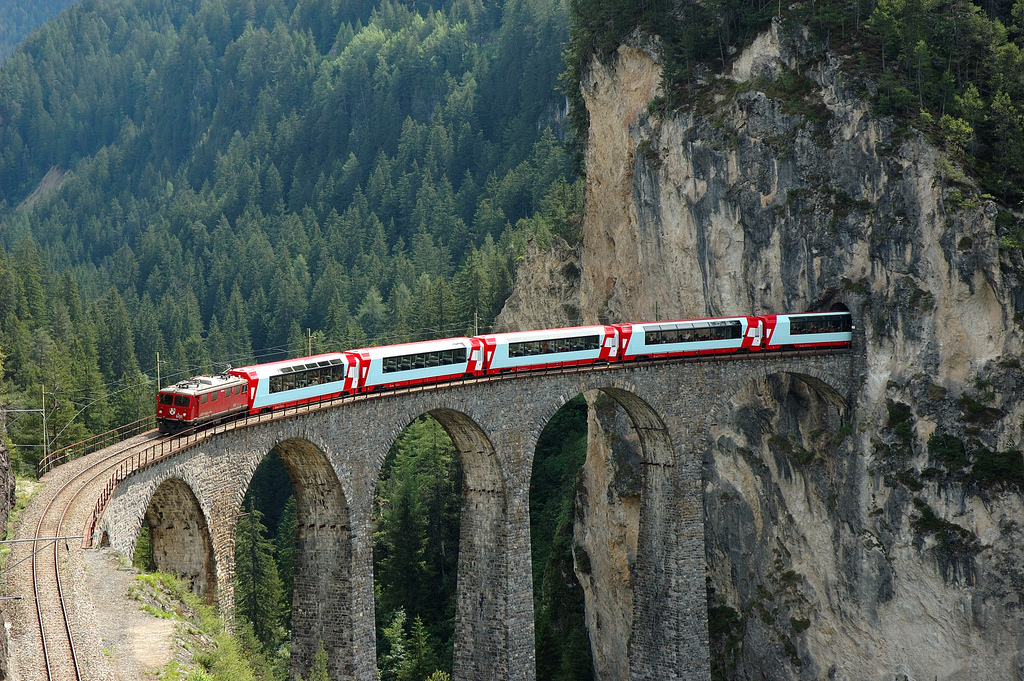
Glacier Express při přejezdu viaduktu

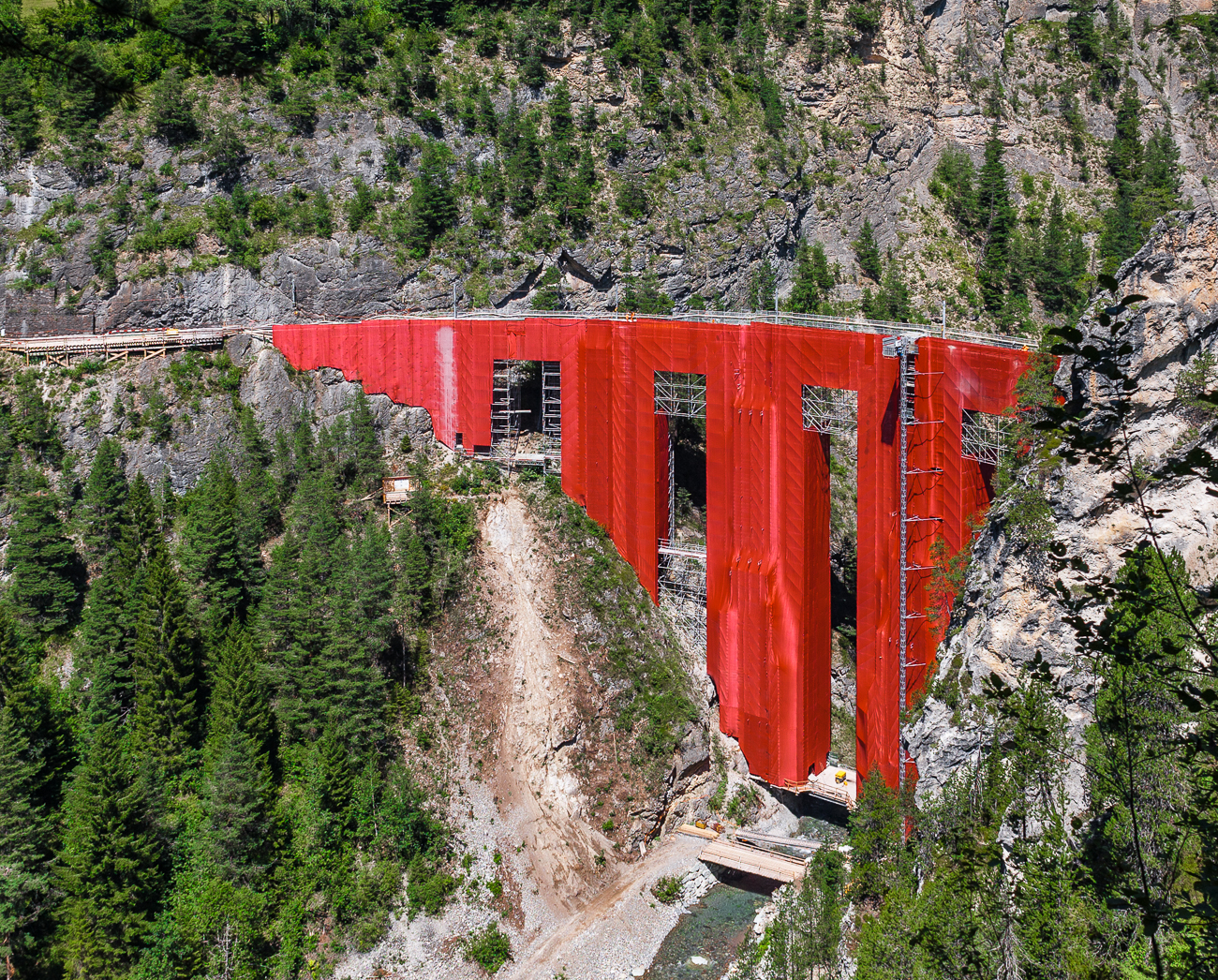
Viadukt Landwasser během rekonstrukce

Most je součástí slavné Albulské dráhy, železniční trati spojující Thusis a Svatý Mořic (údolí Engadin). Denně po něm projede okolo 60 vlaků (včetně známých spojů Glacier Express a Bernina Express); ročně pak přes 22 000. Vzhledem k oblouku o malém poloměru je při přejezdu viaduktu povolena rychlost vlaku pouze 30 km/h, cestující si tak mohou vychutnat výhledy, které se naskytnou na obou stranách při jízdě přes něj. Viadukt je také jedním ze symbolů Rhétské dráhy a často se objevuje v mnoha spotech či na fotografiích.

### Rekonstrukce
Po 106 letech provozu byla v roce 2009 nutná generální oprava viaduktu. V létě 2009 tak byl celý viadukt za plného provozu renovován. Náklady činily 4,6 milionu švýcarských franků. Po dobu rekonstrukce byl celý viadukt včetně všech pilířů zakryt lešením. Rekonstrukce byla provedena tak, že kromě odlehčení stavby není pro pozorovatele patrná žádná změna. To bylo nutné i proto, že viadukt Landwasser je od roku 2008 zapsán na Seznam světového dědictví UNESCO, a proto nejsou povoleny žádné změny v krajině. Celé spáry zdiva byly zvenčí vyztuženy injektáží, díky čemuž je zdivo i po více než 100 letech provozu stále v bezvadném stavu. Kromě toho byl na mostě instalován nový betonový železniční spodek a svršek včetně kolejnic. Betonový žlab byl z boku obložen žulovým zdivem, takže při pohledu na viadukt není beton z boku vidět. Navzdory rozsáhlým pracím, které trvaly několik měsíců a probíhaly na směny ve dne i v noci, mohly všechny vlaky jezdit podle jízdního řádu. Přibližně čtvrtinu prací nebylo možno provádět za provozu, byly proto realizovány v noci. Aby bylo možné most používat i v době tvrdnutí čerstvě vybetonovaných úseků, byly tyto úseky překlenuty provizorními mosty. V oblasti stavby byla pro projíždějící vlaky snížena rychlost až na 10 km/h. Renovace si vyžádala přibližně 24 000 pracovních hodin a trvala osm měsíců.